# Idrettsgallaen 2007
Idrettsgallaen 2007 var en idrottsgala som arrangerades i Hamar, Norge, 6 januari 2007.

## Pristagare
- Årets namn: Kjetil André Aamodt (alpint)
- Årets kvinnliga idrottare: Gunn-Rita Dahle Flesjå (cykel)
- Årets manliga idrottare: Kjetil André Aamodt (alpint)
- Årets lagspelare: Gro Hammerseng (handboll)
- Årets genombrott: Anders Jacobsen (backhoppning)
- Årets lag: Norges damlandslag i handboll
- Årets handikappidrottare: Tommy Urhaug (bordtennis)
- Öppen klass: Holger Hott Johansen (orientering)
- Årets Kniksen: John Arne Riise (Liverpool FC)
- Årets tränare: Marit Breivik (handboll)
- Årets eldsjäl: Ernst Falch (Siddis Hockey)
- Årets förebild: Gro Hammerseng (handboll)
- Utövarnas pris: Kjetil André Aamodt (alpint)
- Idrottsgallaens hederspris: Kjetil André Aamodt (alpint)